# Harald Juhnke
Harald Juhnke (10 de junio de 1929 - 1 de abril de 2005) fue un presentador, cantante y actor de nacionalidad alemana.

## Biografía

### Carrera

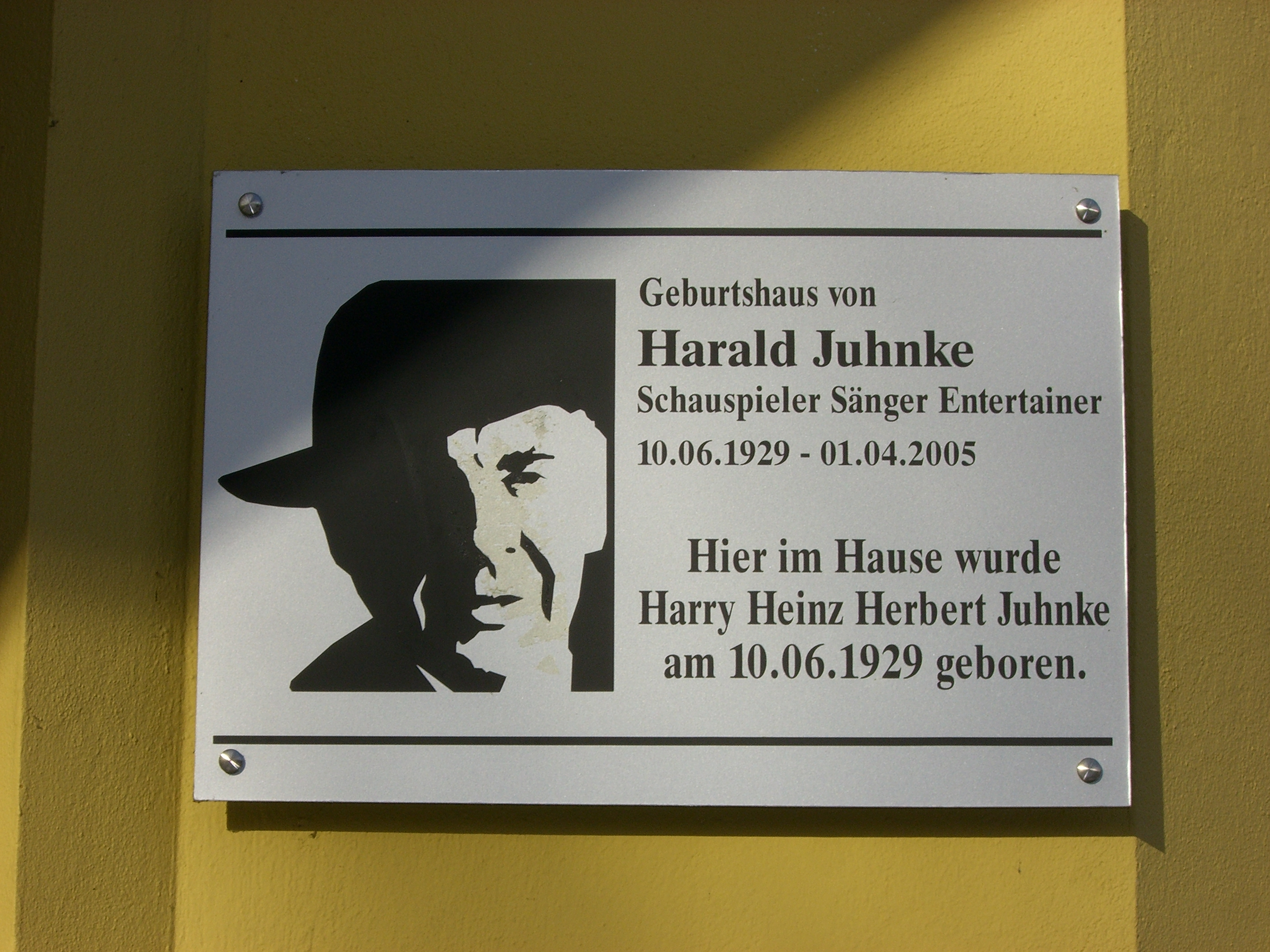
Placa conmemorativa en el hogar paterno de Juhnke

Su nombre completo era Harry Heinz Herbert Juhnke, y nació en Berlín, Alemania, siendo su padre un oficial de familia, y su madre miembro de una familia de panaderos. Se crio en el actual barrio de Berlín Gesundbrunnen. En el año 1948 decidió abandonar la escuela, y empezó a formarse como actor.
Después de tres meses cumpliendo clases de actuación en la escuela de Marlise Ludwig, debutó en un teatro berlinés el 9 de noviembre de 1948: en la Casa de la Cultura de la Unión Soviética actuó en la obra revolucionaria Ljubow Jarowaja. Con la compañía teatral del Vaganten Bühne, actuó en la pieza Ihr werdet sein wie Gott. En 1950 fue contratado por el Theater de Neustrelitz, actuando después en el Volksbühne de Berlín. En los años 1950 y 1960 se hizo un conocido actor cinematográfico, aunque él no daba demasiado importancia  a sus actuaciones para la pantalla.
Entre 1952 y 1994 Juhnke trabajó como actor de voz. Así, dobló a Marlon Brando (On the Waterfront, Morituri y Sayonara), Charles Bronson (Jubal), Peter Falk (Murder by Death), Peter Sellers (La pantera rosa), Robert Wagner (Broken Lance), Woody Allen (Everything You Always Wanted to Know About Sex* (*But Were Afraid to Ask)) y Stacy Keach (Gli esecutori).
También se hizo cargo del doblaje al alemán de algunas películas de The Walt Disney Company, dando por ejemplo voz al Honrado Juan en Pinocho. En el film de Don Bluth Todos los perros van al cielo fue la voz de Charlie B. Barkin.
A partir de 1977 actuó con mayor frecuencia en la televisión. Con Grit Boettcher participó en la serie de ZDF Ein verrücktes Paar. Presentó a partir de 1979 el show de ZDF Musik ist Trumpf, sustituyendo al fallecido Peter Frankenfeld, consiguiendo los 30 millones de espectadores. Sin embargo, el alcoholismo de Juhnke hizo que el programa llegara a fin en 1981.
Como presentador, hizo burla de su modelo, Frank Sinatra, utilizando smoking y zapatos de charol. Entre las canciones que interpretaba figura una versión alemana de My Way, así como diferentes arreglos y versiones del tema Barfuß oder Lackschuh.
A partir del año 1985 asumió el papel de Ottmar Kinkel en la serie de televisión Drei Damen vom Grill, y entre 1987 y 1989 actuó con Eddi Arent en la serie Harald und Eddi.

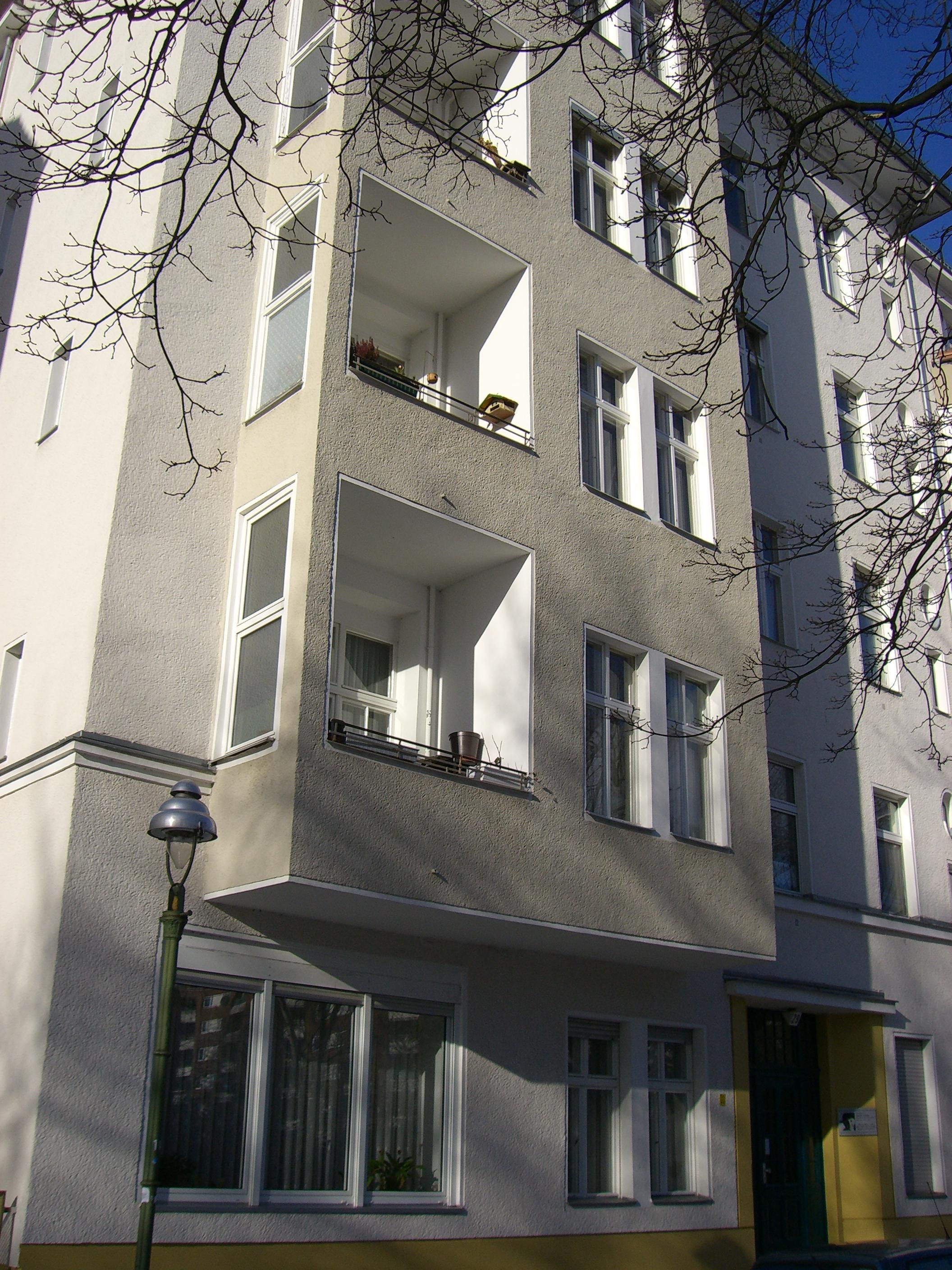
Residencia de la familia de Harald Juhnke en Berlin-Gesundbrunnen

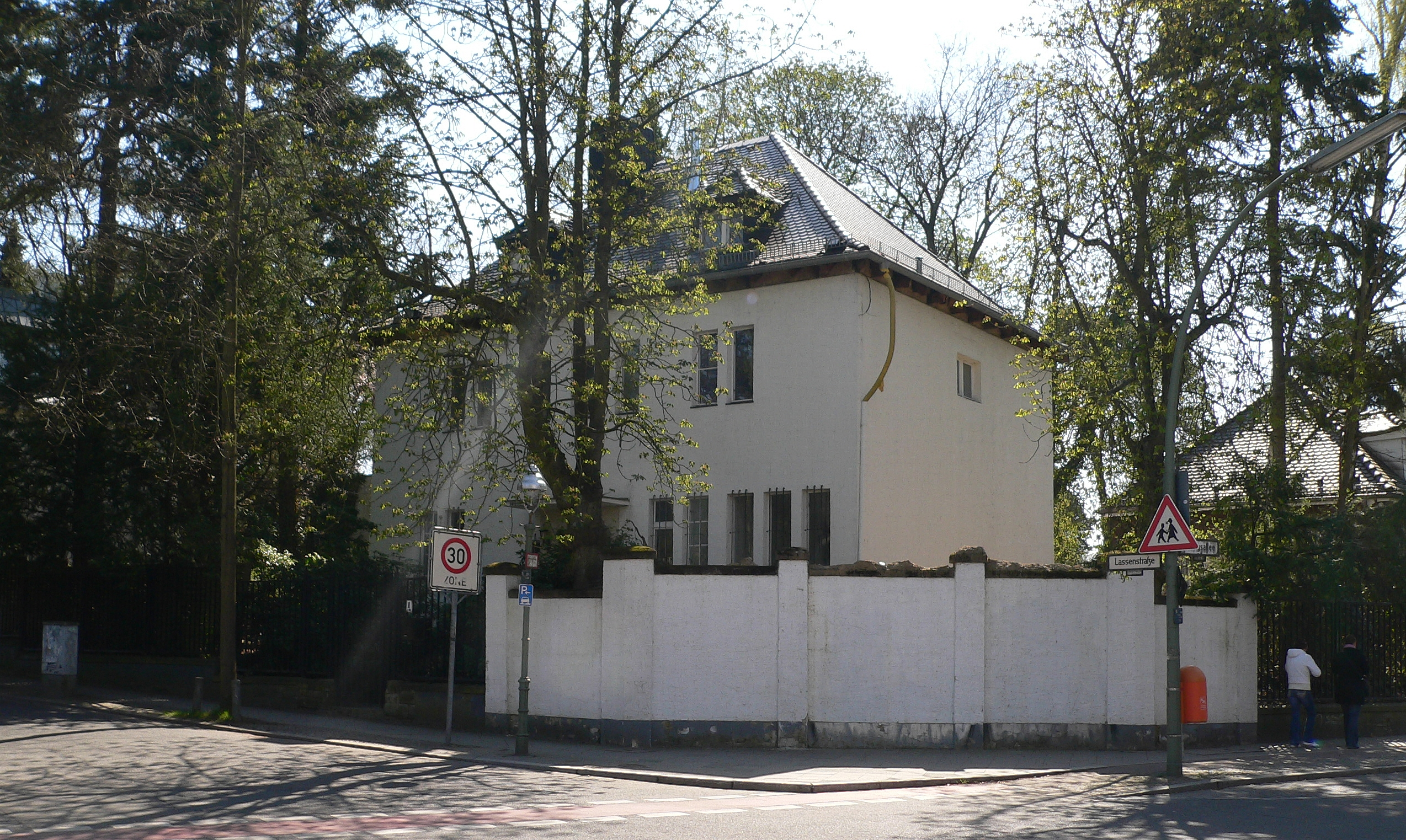
Villa de Harald Juhnke en Berlin-Grunewald, Lassenstraße

En la década de 1990 Juhnke tuvo un retorno a la actividad cinematográfica. Ganó los elogios de la crítica por su trabajo como actor de carácter en Schtonk!, Der Papagei (ambas de 1992) y Der Hauptmann von Köpenick (1997). En 1995 protagonizó Der Trinker, a partir de las propias adicciones de Hans Fallada. Además, fue el primer invitado del show de Harald Schmidt.
En otras actividades, en el año 1999 Juhnke fue cofundador, junto a Walter Plathe y Günter Pfitzmann, del Museo Zille de Berlín.

### Vida privada

#### Familia
Juhnke se casó en primeras nupcias en el año 1952 con la bailarina y actriz Sybil Werden. De ese matrimonio nació una hija, Barbara (1953–1955), y un hijo, Peer (nacido en 1956), que trabaja como ortopeda en Múnich. Se divorciaron en 1962. Entre 1963 y 1971 tuvo una relación con Chariklia Baxevanos, y el 8 de abril de 1971 se casó con la actriz Susanne Hsiao en Berlín-Schmargendorf, naciendo en 1972 un hijo de la pareja, Oliver Marlon.

#### Muerte

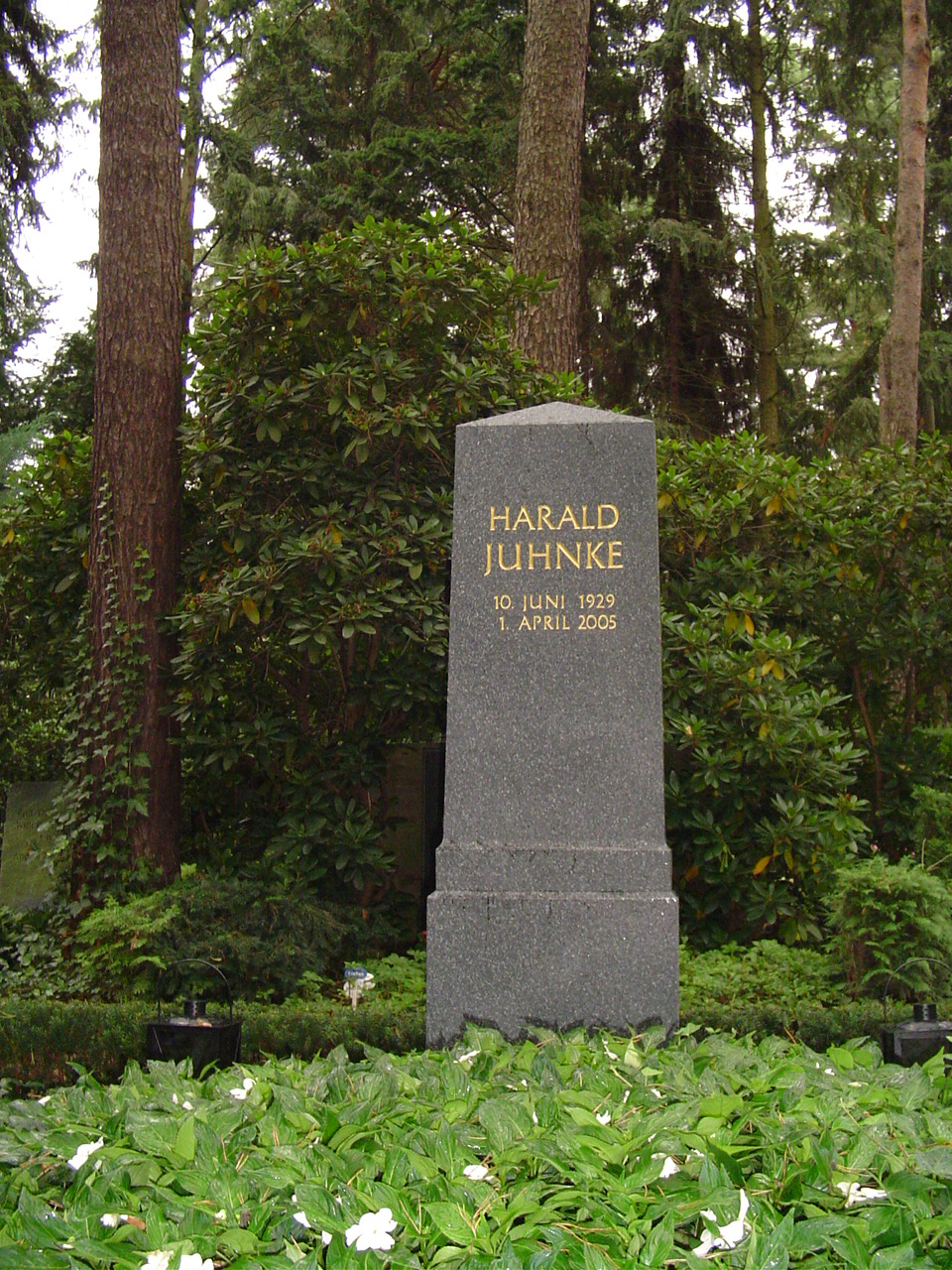
Tumba de Juhnke

A finales de febrero de 2005 Juhnke fue ingresado por deshidratación en el Hospital de Rüdersdorf, debiendo recibir alimentación artificial. Finalmente, el 1 de abril de 2005, a los 75 años de edad, falleció. Se celebró un funeral el 9 de abril en la Iglesia Memorial Kaiser Wilhelm al que acudieron 800 personas, siendo elogiado por el alcalde de Berlín, Klaus Wowereit, y por el presentador televisivo Thomas Gottschalk. La ceremonia fue emitida en directo por la cadena televisiva N-tv. Fue enterrado en el Cementerio Waldfriedhof Dahlem de Berlín.

## Teatro (selección)
- 1990 : Molière: El avaro (Teatro Renaissance de Berlín)
- 1992/1993 : Peter Turrini: Alpenglühen (con Hannelore Hoger, Schlossparktheater de Berlín)
- 1996 : Carl Zuckmayer: Der Hauptmann von Köpenick (Berlín, Teatro Maxim Gorki (Berlín))

## Discografía
Discos de estudio
- 1968 : Mit beiden Händen in den Taschen (LP/CD)
- 1976 : Aber vor allem würde ich trinken! (LP/CD)
- 1979 : Ein Mann für alle Fälle (LP/CD)
- 1981 : Harald Juhnke (LP)
- 1982 : Schuld sind nur die Frau’n (LP)
- 1983 : Goodbye Madame (LP)
- 1989 : Barfuß oder Lackschuh (LP/CD)
- 1992 : Manchmal ein Clown sein (CD)
- 1998 : His Way (CD)
- 1999 : That’s life (CD)

Discos en directo
- 1984 : Tonight Harald (DVD)
- 1995 : My Way/Das Beste (Mitschnitt Tournee 1995) (CD)

## Filmografía
- 1950 : Drei Mädchen spinnen
- 1953 : Die blaue Stunde
- 1953 : Die Stärkere
- 1953 : Das tanzende Herz
- 1953 : Schlagerparade
- 1954 : Gitarren der Liebe
- 1955 : Oberarzt Dr. Solm
- 1955 : Heldentum nach Ladenschluss
- 1955 : Wie werde ich Filmstar?
- 1955 : Wunschkonzert
- 1955 : Wenn die Alpenrosen blüh’n
- 1955 : Der Frontgockel
- 1955 : Parole Heimat
- 1955 : Ihr Leibregiment
- 1956 : Studentin Helene Willfüer
- 1956 : IA in Oberbayern
- 1956 : Der Glockengießer von Tirol
- 1956 : Kann ein Mann sooo treu sein
- 1957 : Jede Nacht in einem anderen Bett
- 1957 : Tolle Nacht
- 1957 : Unter Palmen am blauen Meer
- 1957 : Der tolle Bomberg
- 1957 : Mit Rosen fängt die Liebe an
- 1957 : Gruß und Kuß vom Tegernsee
- 1957 : Almenrausch und Edelweiß
- 1958 : Bühne frei für Marika
- 1958 : Die grünen Teufel von Monte Cassino
- 1958 : U 47 – Kapitänleutnant Prien
- 1958 : Piefke, der Schrecken der Kompanie
- 1958 : Zauber der Montur
- 1959 : Skandal um Dodo
- 1959 : Hula-Hopp, Conny
- 1959 : La Paloma
- 1959 : Tausend Sterne leuchten
- 1959 : Bei der blonden Kathrein
- 1959 : Mein Schatz, komm mit ans blaue Meer
- 1960 : Aufruhr (TV)
- 1960 : Das hab ich in Paris gelernt
- 1960 : Sie können’s mir glauben (TV)
- 1960 : Schick deine Frau nicht nach Italien
- 1960 : Der letzte Zeuge
- 1960 : Schön ist die Liebe am Königssee
- 1961 : Was macht Papa denn in Italien?
- 1961 : Davon träumen alle Mädchen
- 1961 : Am Sonntag will mein Süßer mit mir segeln gehn
- 1961 : Isola Bella
- 1961 : So liebt und küßt man in Tirol
- 1962 : Der verkaufte Großvater
- 1962 : So toll wie anno dazumal
- 1962 : Annelie – Annelou (corto TV)
- 1962 : Das Testament des Dr. Mabuse
- 1962 : Ohne Krimi geht die Mimi nie ins Bett
- 1963 : Ich liebe dich (TV)
- 1963 : Allotria in Zell am See
- 1964 : Lausbubengeschichten
- 1964 : Die goldene Göttin vom Rio Beni
- 1964 : Die drei Scheinheiligen
- 1965 : Das Geheimnis der drei Dschunken
- 1965 : Die letzten Drei der Albatros
- 1966 : Cyprienne oder Lassen wir uns scheiden? (TV)
- 1966 : Der Mörder mit dem Seidenschal
- 1967 : Ist er gut? Ist er böse? (TV)
- 1969 : Die Lümmel von der ersten Bank – Pepe, der Paukerschreck
- 1969 : Klein Erna auf dem Jungfernstieg
- 1969 : Die Lümmel von der ersten Bank – Hurra, die Schule brennt!
- 1969 : Ludwig auf Freiersfüßen
- 1970 : Der Kommissar (serie TV), episodio Eine Kugel für den Kommissar
- 1973 : Mit der Liebe spielt man nicht
- 1973 : Lokaltermin (serie TV)
- 1974 : Auch ich war nur ein mittelmäßiger Schüler
- 1974 : Preussenkorso Nr. 17 (TV)
- 1975 : Sergeant Berry (serie TV)
- 1975 : Beschlossen und verkündet (serie TV)
- 1976 : Derrick (serie TV), episodio Pecko
- 1976 : Die Buschspringer (serie TV)
- 1977 : Ein verrücktes Paar (serie TV)
- 1978 : Café Wernicke (serie TV)
- 1978 : Ein Mann will nach oben (serie TV)
- 1978 : Ein Mann für alle Fälle (serie TV)
- 1979 : Leute wie Du und ich (serie TV)
- 1980 : Pension Schöller (TV)
- 1982 : Schuld sind nur die Frauen (TV)
- 1984 : Sigi, der Straßenfeger
- 1987 : Drei Damen vom Grill (serie TV)
- 1989 : Jenseits von Blau
- 1989 : Die Schwarzwaldklinik (serie TV)
- 1990 : Die Hallo-Sisters
- 1991 : Der Forstarzt (serie TV)
- 1992 : Der Papagei
- 1992 : Schtonk!
- 1992 : Ein Schloß am Wörthersee (serie TV)
- 1993 : Harry & Sunny (serie TV)
- 1993 : Der Showmaster (TV)
- 1994 : Zwei alte Hasen (serie TV)
- 1994 : Astérix en América (narrador)
- 1994 : Alles auf Anfang
- 1994 : Císařovy nové šaty
- 1995 : Der Trinker (TV)
- 1995 : Ach du Fröhliche (TV)
- 1996 : Gespräch mit dem Biest
- 1997 : Der Hauptmann von Köpenick (TV)
- 1997 : Klinik unter Palmen (serie TV)
- 1997 : Fröhliche Chaoten (TV)
- 1998 : Silberdisteln (TV)
- 1998 : Letzte Chance für Harry (TV)
- 1999 : Die Spesenritter (TV)
- 2000 : Ein lasterhaftes Pärchen (TV)
- 2000 : Vor Sonnenuntergang (TV)

## Shows televisivos
- 1963 : Strandgeflüster
- 1972 : Meerschweinchenrevue
- 1974 : Die aktuelle Schaubude
- 1977 : Ein verrücktes Paar
- 1979 : Musik ist Trumpf
- 1983 : Wie wär's heut' mit Revue?
- 1985 : Willkommen im Club
- 1987 : Harald und Eddi

## Actor de doblaje
- 1977 : The Rescuers (voz del Albatros Orville)
- 1979 : Les Fabuleuses Aventures du légendaire baron de Münchhausen (voz de Münchhausen)
- 1983 : A Christmas Story (narrador)
- 1989 : Todos los perros van al cielo (voz de Charlie)

## Radio
Fuente
- 1950 : Margot Mertens: Ein Mensch, dirección de Rolf von Sydow (RIAS)
- 1950 : Christian Bock: Besondere Kennzeichen?, dirección de Hanns Korngiebel (RIAS)
- 1950 : Ellie Tschauner: Amtliche Schaumschlägerei oder Zehn Eier amtlich zu Schaum geschlagen, dirección de Ellie Tschauner (RIAS)
- 1951 : Werner Brink: Es kommt doch an den Tag, dirección de Werner Oehlschläger (RIAS)
- 1952 : Hermann Krause: Mein Name ist Heinzelmann, dirección de Werner Oehlschläger (RIAS)
- 1952 : James Bridie: Mr. Gillie, dirección de Hermann Schindler (RIAS)
- 1953 : Johannes Hendrich: Die Schnur am Hampelmann, dirección de Harald Philipp (RIAS)
- 1954 : Molière: Tartufo, dirección de Oscar Fritz Schuh (Nordwestdeutscher Rundfunk)
- 1954 : Herman Wouk: Die Caine war ihr Schicksal, dirección de Gert Westphal (RIAS / Südwestfunk)
- 1955 : Heinz Coubier: Fräulein Caroline, dirección de Erik Ode (RIAS)
- 1957 : Milo Dor; Reinhard Federmann: Die Angst am frühen Morgen, dirección de Jürgen Petersen (Hessischer Rundfunk)
- 1958 : Joaquín Calvo Sotelo: Die Reise nach Tanger, dirección de Theodor Steiner (HR)
- 1959 : Franz von Schönthan; Paul von Schönthan: Der Raub der Sabinerinnen, dirección de Heinz Günter Stamm (Bayerischer Rundfunk)
- 1959 : Günter Eilemann; Bert Roman: Es zogen drei Burschen ..., dirección de Hermann Pfeiffer (Westdeutscher Rundfunk)
- 1961 : Max Gundermann: Schlechtes Wetter mit schönen Aussichten, dirección de Wolfgang Spier (RIAS)
- 1964 : Hermann Sudermann: Heilige Zeit, dirección de Heinz Günter Stamm (BR)
- 1968 : Karlhans Frank: Im Gedränge, dirección de Danielo Devaux (HR)
- 1968 : Johannes Hendrich: Ein Freundschaftsdienst (1ª parte) , dirección de Hermann Pfeiffer (WDR / Sender Freies Berlin)
- 1968 : Johannes Hendrich: Ein Freundschaftsdienst (2ª parte) , dirección de Hermann Pfeiffer (WDR / SFB)
- 1968 : Johannes Hendrich: Ein Freundschaftsdienst (3ª  parte) , dirección de Hermann Pfeiffer (WDR / SFB)
- 1968 : Gerhard Niezoldi: Unbescholten, dirección de Fritz Peter Vary (WDR)
- 1968 : Johannes Hendrich: Ein Freundschaftsdienst (4ª parte) , dirección de Hermann Pfeiffer (WDR / SFB)
- 1968 : Johannes Hendrich: Ein Freundschaftsdienst (5ª parte) , dirección de Hermann Pfeiffer (WDR / SFB)
- 1968 : Hans Joachim Hohberg: Grouselettchen, dirección de Wolfram Rosemann (WDR)
- 1968 : Milan Uhde: Das, was kommt, dirección de Hans Gerd Krogmann (WDR)
- 1969 : Siegfried Pfaff: Regina B. - ein Tag aus ihrem Leben, dirección de Walter Ohm (BR / HR)
- 1970 : Rolf y Alexandra Becker: Neue Abenteuer von Dickie Dick Dickens, dirección de Walter Netzsch (BR)
- 1971 : Rolf und Alexandra Becker: Neue Abenteuer von Dickie Dick Dickens, dirección de Walter Netzsch (BR)
- 1971 : Karl Richard Tschon: Pat (1ª parte) , dirección de Otto Kurth (WDR)
- 1971 : Karl Richard Tschon: Pat (2ª parte) , dirección de Otto Kurth (WDR)
- 1971 : Karl Richard Tschon: Pat (3ª parte) , dirección de Otto Kurth (WDR)
- 1973 : Klaus Wirbitzky: Goldfische, dirección de Klaus Wirbitzky (SFB / HR)
- 1978 : Wolfgang Kirchner: Sprechstörungen, dirección de Hans Gerd Krogmann (WDR / SFB)
- 1978 : Peter Jakobi: Llano Ekstasado, dirección de Rolf von Goth (SFB)
- 1978 : Malcolm Quantrill: Damit wir uns recht verstehen, dirección de Klaus Mehrländer (WDR)
- 1979 : Michael Mansfeld; Gerda Corbett: Das Verhör des Ernst Niekisch, dirección de Walter Ohm (BR)

## Premios
- 1970 : Premio Bambi
- 1978 : Premio teatral Goldener Vorhang
- 1980 : Premio Goldene Ehrenmütze de Großen Brühler KG Fidele Bröhler
- 1981 : Verleihung der Goldenen Kamera
- 1990 : Premio Goldene Europa
- 1990 : Premio Bambi
- 1991 : Filmband in Gold de los Deutscher Filmpreis
- 1992 : Premio Bambi
- 1993 : Premio Ernst Lubitsch por su trabajo en Schtonk!
- 1993 : Bayerischer Fernsehpreis por su trabajo en Der Papagei
- 1993 : Orden Karl Valentin
- 1993 : Premio Romy
- 1995 : Premio Berliner Bär (B.Z.-Kulturpreis)
- 1996 : Verleihung der Goldenen Kamera
- 1997 : Premio Telestar
- 1998 : Premio Löwe von Radio Luxemburg
- 2000 : Verleihung der Goldenen Kamera